# Recovery Island
Recovery Island (von englisch recovery ‚Erholung, Genesung‘) ist eine kleine Insel vor der Ingrid-Christensen-Küste des ostantarktischen Prinzessin-Elisabeth-Lands. Sie gehört zu den Rauer-Inseln und liegt unmittelbar westlich des Cape Drakon.
Australische Wissenschaftler benannten sie. Namensgebend ist der Umstand, dass die Insel Forschern 1992 bei einer Skitour von Ranvik Island kommend als Zwischenstation zur Erholung gedient hatte.